# Canadian (Teksas)
Canadian – miasto w Stanach Zjednoczonych, w stanie Teksas, w hrabstwie Hemphill. W 2000 roku liczyło 2 233 mieszkańców.